# Loché-sur-Indrois
Loché-sur-Indrois település Franciaországban, Indre-et-Loire megyében. Lakosainak száma 472 fő (2022. január 1.). Loché-sur-Indrois Villeloin-Coulangé, Châtillon-sur-Indre, Saint-Cyran-du-Jambot, Chemillé-sur-Indrois, Nouans-les-Fontaines, Saint-Hippolyte, Sennevières és Villedômain községekkel határos.

## Népesség
A település népességének változása:
| Lakosok száma | 872  | 582  | 556  | 516  | 550  | 561  | 506  | 474  | 466  | 472  |
|               | 1968 | 1982 | 1990 | 2006 | 2013 | 2015 | 2017 | 2019 | 2020 | 2022 |